# César Tralli
César Augusto Tralli Júnior (São Paulo, 23 de dezembro de 1970) é um jornalista e apresentador brasileiro. Desde 2021 apresenta o Jornal Hoje e o Jornal GloboNews - Edição das 18h. Apresentou durante dez anos o SPTV - 1.ª Edição.

## Formação e carreira
Descendente de italianos, Tralli estudou em escolas públicas e aos sete anos já estudava inglês. Matriculou-se na instituição de ensino Cultura Inglesa, o que lhe possibilitou receber uma bolsa de estudo em Londres aos dezessete anos.
Bacharelou-se em jornalismo pela Faculdade de Comunicação Social Cásper Líbero, tendo também mestrado em ciências sociais pela Pontifícia Universidade Católica de São Paulo (PUC-SP), ambas em São Paulo.
Sua vida profissional iniciou no jornal A Gazeta Esportiva, depois foi para a rádio Jovem Pan AM. Iniciou na televisão no SBT, em 1991, onde foi repórter do Aqui Agora. No ano seguinte apresentou a revista eletrônica independente Flórida On Line, da Rede Record. Desde 1993 está na Rede Globo.
Aos 24 anos, assumiu o posto de correspondente da TV Globo em Londres, onde passou cinco anos, de 1995 a 2000. Tornou-se assim, o correspondente mais jovem da emissora.
Neste período, fez reportagens em mais de trinta países. Cobriu conflitos no Oriente Médio, o assassinato do primeiro-ministro de Israel Yitzhak Rabin, os dez anos do acidente nuclear de Chernobyl, o terremoto que destruiu cidades da Turquia e a morte da princesa Diana. Esses e outros episódios deram origem ao livro Olhar Crônico, composto de quarenta crônicas e lançado em 2001.
Em 2000, retornou ao Brasil. No mesmo ano, estreou como apresentador eventual do SPTV aos fins de semana. Como repórter especial, Tralli cobriu ainda os ataques de 11 de setembro de 2001, em Nova York, as Copas do Mundo da França em 1998, Coreia do Sul-Japão em 2002, Alemanha em 2006 e da África do Sul em 2010, bem como as Olimpíadas de Atenas em 2004 e de Pequim, em 2008.
Como repórter investigativo, ajudou a desvendar escândalos nacionais de corrupção como os do Juiz Nicolau dos Santos Neto, e os que culminaram nas prisões dos empresários Law King Chong e Armando Mellão Neto, além o do banqueiro Edemar Cid Ferreira.
Também colaborou em casos de corrupção na justiça, como a Operação Anaconda, a Máfia do Apito nos campeonatos brasileiro e paulista de futebol, a atuação do crime organizado dentro e fora das cadeias, a máfia do Sindicato dos Motoristas de Ônibus em São Paulo, bem como muitos outros casos de corrupção no poder público.
Cobriu também, com exclusividade, a prisão de Paulo Maluf e seu filho Flávio Maluf.
Tais reportagens especiais resultaram de um trabalho árduo de investigação de muitos anos do jornalista sobre corrupção, desvio de dinheiro público e contas secretas e ilegais no Exterior atribuídas à família Maluf.
Em 2007, ele cobriu irregularidades nas obras do Metrô de São Paulo que resultaram na demissão do presidente da empresa.
Fez uma série de reportagens especiais sobre a máfia da gasolina adulterada, com a descoberta de fraudes em grandes postos de combustíveis, e revelou as perigosas ligações de traficantes colombianos, presos no Brasil, com autoridades policiais e judiciais do país.
No mesmo ano, também cobriu a prisão do megatraficante Juan Carlos Ramírez Abadía e foi à Colômbia mostrar o «poder de fogo» dos cartéis de cocaína.
Nessa mesma época, viajou para Miami e entrevistou a viúva do mais temido barão das drogas colombiano, Pablo Escobar.
O jornalista cobriu ainda um dos maiores escândalos financeiro-político do Brasil, o caso Satiagraha, em 2008, que resultou nas prisões do banqueiro Daniel Dantas, do ex-prefeito de São Paulo, Celso Pitta, e do empresário Naji Nahas.
No mesmo ano, ele ajudou a desvendar a máfia do gás veicular, um esquema de furto e desvio de gás em grandes postos da capital paulista.
Depois se tornou o âncora do novo SPTV - 1° edição, em substituição a Chico Pinheiro e Mariana Godoy. Entrou em setembro de 2011. O telejornal é exibido de segunda a sábado sempre ao meio-dia para 39 municípios da Grande São Paulo.
Em abril de 2015, estreou como apresentador eventual do Bom Dia São Paulo.
Em 15 de outubro de 2016, assumiu como apresentador eventual do Jornal Hoje.
Em janeiro de 2018, estreou como apresentador eventual do Jornal Nacional.
A partir de março de 2020, entra para o time do Estúdio i, como comentarista semanal e, devido à pandemia de COVID-19, assume o comando do Jornal GloboNews - Edição das 18h, em substituição a Leilane Neubarth, colocada preventivamente de quarentena por pertencer a grupo de risco e em junho de 2021 passa a apresentar o telejornal efetivamente.
Durante a edição do Fantástico de 10 de outubro de 2021, César Tralli foi anunciado como sucessor de Maju Coutinho na apresentação do Jornal Hoje, deixando o comando do SP1 para Alan Severiano.

## Vida pessoal
Em 2002 começou a namorar a modelo Cassia Avila, com quem se casou em 2006 e se separou em 2007.
No mesmo ano começou a namorar e se casou com a jornalista Flávia Freire, permanecendo juntos até 2013.
Em fevereiro de 2014 começou a namorar a apresentadora Ticiane Pinheiro. Os dois se casaram em 2 de dezembro de 2017 em Campos do Jordão, tendo como padrinhos nomes conhecidos como Ana Hickmann, César Filho, Karina Bacchi, Otávio Mesquita, Ricardo Almeida e Maya Massafera. O casal tem uma filha, Manuella Pinheiro Tralli, nascida em 12 de julho de 2019, em São Paulo.

## Prêmios
O comunicador ganhou o Prêmio Embratel de Jornalismo, na categoria "Televisão", pela cobertura jornalística dos casos de corrupção envolvendo o ex-prefeito de São Paulo, Paulo Maluf. Ganhou também o "Prêmio Comunique-se" como melhor repórter de vídeo brasileiro e o Grande Prêmio Rede Globo de Televisão, por seu trabalho nos casos "Máfia dos motoristas", "Acidente com o avião da TAM" e "Prisão Law". Mais recentemente, conquistou o Troféu Barbosa Lima Sobrinho, maior premiação concedida pelo Prêmio Imprensa Embratel, por uma série de reportagens exibidas no Jornal Nacional sobre adulteração de combustíveis. Também foi finalista do Emmy Awards, em Nova York, pela cobertura do sequestro e assassinato da estudante Eloá. Em 2011, já havia recebido o prêmio Tim Lopes Embratel por uma série de reportagens especiais exibidas no Jornal Nacional, que mostravam a falta de fiscalização nas fronteiras secas brasileiras, da Amazônia ao Uruguai.

## Cronologia em telejornais
| Ano           | Título                            | Função       | Emissora           |
| ------------- | --------------------------------- | ------------ | ------------------ |
| 1991–1993     | Aqui Agora                        | Repórter     | SBT                |
| 1993–2011     | Jornal Nacional                   | Repórter     | TV Globo           |
| 2011–2021     | SPTV 1ª Edição                    | Apresentador | TV Globo São Paulo |
| 2011–2014     | Globo Notícia SP                  | Apresentador | TV Globo São Paulo |
| 2021–presente | Jornal GloboNews - Edição das 18h | Apresentador | GloboNews          |
| 2021–presente | Jornal Hoje                       | Apresentador | TV Globo           |

## Prêmios e indicações
| Ano  | Prêmio          | Categoria         | Trabalho    | Resultado | Ref.   |
| ---- | --------------- | ----------------- | ----------- | --------- | ------ |
| 2025 | Troféu Imprensa | Melhor Jornalista | Jornal Hoje | Indicado  | [ 17 ] |
| 2025 | Troféu Internet | Melhor Jornalista | Jornal Hoje | Indicado  | [ 17 ] |